# Alessandro di Trebisonda
Alessandro Mega Comneno (in greco Ἀλέξανδρος Μέγας Κομνηνός?, Alexandros Megas Komnēnos; Trebisonda, 1405 circa – Trebisonda, 1459) conosciuto anche come Skantarios (in greco: Σκαντάριος), fu co-imperatore dell'Impero di Trebisonda insieme al fratello maggiore Giovanni IV Mega Comneno nel periodo intorno al 1451-1459.
Alessandro era il secondo figlio dell'imperatore trapezuntino Alessio IV Mega Comneno. Giovanni fu esiliato dopo una fallita ribellione contro il padre nel 1426 circa, e Alessio fece di Alessandro l'erede designato. Giovanni tornò a Trebisonda all'inizio del 1429 e si impadronì del trono, uccidendo Alessio e costringendo Alessandro all'esilio.
Durante l'esilio, Alessandro visse a Costantinopoli, poiché sua sorella Maria aveva sposato l'imperatore bizantino Giovanni VIII Paleologo. Alessandro cercò di ottenere l'appoggio dei bizantini e dei genovesi per organizzare una spedizione che deponesse Giovanni e lo restaurasse sul trono trapezuntino, ma ebbe scarso successo. Alla fine del 1437, Alessandro sposò Maria Gattilusio, figlia di Dorino I Gattilusio, signore di Lesbo, sempre nel tentativo di ottenere alleati per la lotta contro il fratello. A un certo punto, Giovanni e Alessandro si riconciliarono, dato che Alessandro visse nuovamente a Trebisonda negli anni Cinquanta del Quattrocento. Forse Giovanni, motivato dal fatto che non aveva figli propri e che diffidava dell'unico altro fratello, Davide, invitò Alessandro a tornare e lo designò come erede e co-imperatore verso il 1451. Alessandro precedette Giovanni, morendo nel 1459 circa, anche se suo figlio e unico figlio conosciuto, Alessio V Mega Comneno, gli succedette per breve tempo come imperatore nel 1460.

## Gioventù
Alessandro nacque intorno al 1405 circa come secondogenito di Alessio IV Mega Comneno, che regnò sull'Impero di Trebisonda dal 1417 al 1429. Aveva due fratelli, il maggiore Giovanni e il minore Davide, e almeno tre sorelle, una delle quali era Maria, che sposò l'imperatore bizantino Giovanni VIII Paleologo (1425-1448). Negli scritti dello storico contemporaneo Laonico Calcondila, Alessandro è chiamato Skantarios, un nome apparentemente di origine turca, forse riconducibile a İskender, la forma turca di Alessandro. George Finlay suggerì nel 1851 che Alessandro fosse chiamato Skantarios dai suoi contemporanei e che ciò indicasse un'influenza turca nel dialetto greco di Trebisonda. Alcuni studiosi moderni, come Michel Kuršanskis, e il Prosopographisches Lexikon der Palaiologenzeit, è favorevole all'uso del nome Skantarios piuttosto che Alessandro.
In quanto figlio maggiore, Alessio aveva inizialmente nominato erede designato il fratello di Alessandro, Giovanni, e forse lo aveva associato al potere imperiale come co-imperatore. Le relazioni tra Alessio IV e Giovanni si deteriorarono durante il regno di Alessio, a causa dell'ambizione di Giovanni e del fatto che Alessio era considerato un sovrano debole.
I conflitti familiari raggiunsero il culmine verso il 1426, quando Giovanni scoprì che sua madre (moglie di Alessio) Teodora Cantacuzena aveva una relazione con il tesoriere. Giovanni uccise l'uomo con le proprie mani e poi scatenò un colpo di Stato, imprigionando i genitori nei rispettivi appartamenti del palazzo imperiale.
Preoccupata che Giovanni avesse intenzione di ucciderli entrambi, la nobiltà trapezuntina convinse la popolazione che Giovanni sarebbe stato un sovrano peggiore di Alessio e lo costrinse a fuggire dalla città, prima di liberare Alessio e Teodora. Giovanni fuggì in Georgia, dove sposò una figlia, del re Alessandro I (r. 1412-1442). Dopo la ribellione di Giovanni, sembra che Alessio abbia designato come erede il suo figlio maggiore, Alessandro, e forse lo ha nominato co-imperatore.
Giovanni progettò di conquistare Trebisonda mentre era in esilio. Dalla Georgia si recò in Crimea e cercò di organizzare una spedizione contro Alessio con l'aiuto dei genovesi. Nel frattempo, Alessio IV si adoperò per stringere alleanze che garantissero la sicurezza del suo impero. Sembra che abbia negoziato con il principe di Teodoro Alessio I Gavra  per far sposare Alessandro o Davide con la figlia di Alessio, Maria di Gothia. Le trattative fallirono quando Giovanni e i genovesi sbarcarono nel porto di Cordyle all'inizio del 1429. Alessio lasciò Trebisonda per marciare contro Giovanni, ma alcuni nobili trapezuntini rinnegarono la loro fedeltà a Giovanni e il 26 aprile 1429 Alessio fu assassinato nella sua tenda durante la notte, dopo di che Giovanni divenne imperatore con il nome di Giovanni IV. Dopo l'assassinio di Alessio e l'ascesa di Giovanni, Alessandro fu esiliato, fuggendo a Costantinopoli, dove visse con la sorella Maria.

## Esilio
Dopo essere stato costretto all'esilio, Alessandro è attestato a Costantinopoli otto anni dopo, nel novembre 1437. In quel periodo, l'ambasciatore e viaggiatore spagnolo Pedro Tafur incontrò Alessandro e documentò che aveva da poco sposato Maria Gattilusio, figlia di Dorino I Gattilusio, signore di Lesbo, per ottenere aiuto contro Giovanni. Poco dopo, Tafur si recò a Trebisonda, dove incontrò Giovanni. Giovanni chiese a Tafur informazioni sul fratello esiliato, domandando se fosse vero che aveva sposato una figlia dei Gattilusio e se fossero vere le voci secondo cui Alessandro aveva convinto Giovanni VIII Paleologo e i genovesi a fornirgli una flotta per attaccare Trebisonda. Tafur, forse in modo non veritiero, disse a Giovanni che entrambe le voci erano vere. Sebbene impressionato, Giovanni rispose che avrebbe "saputo come difendersi", dopodiché Tafur concluse che Giovanni aveva siglato un'alleanza con l'Impero ottomano.
Tafur incontrò nuovamente Alessandro nel marzo 1438, quando quest'ultimo si trovava sull'isola a Mitilene, uno dei feudi di Dorino. Alessandro si trovava sull'isola insieme alla moglie e intendeva organizzare una spedizione per deporre Giovanni e rivendicare il trono per sé. Tafur informò Alessandro dell'alleanza di Giovanni con gli Ottomani, e che quindi sarebbe stato dannoso entrare in guerra; allo stesso tempo, Dorino fu chiamato da Genova per cercare di aiutare a ristabilire la pace tra Alessandro e Giovanni, visti gli interessi commerciali di Genova nel commercio con Trebisonda. La spedizione di Alessandro fallì così ed egli scompare di nuovo dalle fonti per un lungo periodo di tempo. Sua sorella Maria morì nel dicembre 1439, il che avrebbe posto fine all'influenza di Alessandro a Costantinopoli.

## Regno
Alessandro è menzionato successivamente nel 1451, un anno turbolento a Trebisonda, in quanto le relazioni tra Giovanni e i genovesi si erano deteriorate e Davide era stato persino inviato in spedizioni navali contro di loro. Sorprendentemente, Alessandro risulta aver vissuto a Trebisonda in questo periodo, insieme alla moglie Maria e al giovane figlio Alessio. Secondo Michel Kuršanskis, la spiegazione più probabile del ritorno a casa di Alessandro è che Giovanni, senza figli e diffidente nei confronti di Davide, si fosse riconciliato con Alessandro e lo avesse invitato a tornare. Secondo Calcondila, Alessandro era imperatore; Kuršanskis afferma che è probabile che Alessandro sia stato nominato co-imperatore ed erede designato.
Alessandro morì a Trebisonda. La data della sua morte non è conosciuta, ma era già deceduto al momento della caduta di Trebisonda in mano all'Impero Ottomano, nel 1461. Poiché Alessandro non succedette a Giovanni e non viene menzionato dopo la sua morte, è probabile che abbia preceduto Giovanni, morendo nel 1459 circa, e che il giovane figlio Alessio sia stato designato erede al suo posto.  Il giovane Alessio, con il nome di Alessio V, succedette brevemente come imperatore alla morte di Giovanni, ma fu quasi immediatamente deposto da Davide. La famiglia di Alessandro non se la passò bene dopo la caduta dell'impero; sua moglie Maria fu catturata e messa nell'harem del sultano Maometto II e il loro figlio, Alessio, dapprima visse con Davide in esilio prima di essere giustiziato insieme alla famiglia di Davide il 1º novembre 1463.

## Ascendenza
|                               |                        |                               | Genitori             |  |  | Nonni |  |  | Bisnonni                  |  |  | Trisnonni             |  |
|                               |                        |                               |                      |  |  |       |  |  | Alessio III di Trebisonda |  |  | Basilio di Trebisonda |  |
|                               |                        |                               |                      |  |  |       |  |  | Alessio III di Trebisonda |  |  | Basilio di Trebisonda |  |
|                               |                        | Irene di Trebisonda           |                      |  |  |       |  |  | Alessio III di Trebisonda |  |  |                       |  |
| Manuele III di Trebisonda     |                        |                               |                      |  |  |       |  |  | Alessio III di Trebisonda |  |  |                       |  |
|                               |                        | Teodora Cantacuzena           | Niceforo Cantacuzeno |  |  |       |  |  |                           |  |  |                       |  |
|                               |                        | Teodora Cantacuzena           | Niceforo Cantacuzeno |  |  |       |  |  |                           |  |  |                       |  |
|                               |                        | Teodora Cantacuzena           | …                    |  |  |       |  |  |                           |  |  |                       |  |
| Alessio IV di Trebisonda      |                        | Teodora Cantacuzena           |                      |  |  |       |  |  |                           |  |  |                       |  |
|                               |                        | Davide IX di Georgia          | Giorgio V di Georgia |  |  |       |  |  |                           |  |  |                       |  |
|                               |                        | Davide IX di Georgia          | Giorgio V di Georgia |  |  |       |  |  |                           |  |  |                       |  |
|                               |                        | Davide IX di Georgia          | …                    |  |  |       |  |  |                           |  |  |                       |  |
| Gulkhan-Eudocia di Georgia    |                        | Davide IX di Georgia          |                      |  |  |       |  |  |                           |  |  |                       |  |
|                               |                        | Sindukhtar Jaqeli             | Qvarqvare I Jaqeli   |  |  |       |  |  |                           |  |  |                       |  |
|                               |                        | Sindukhtar Jaqeli             | Qvarqvare I Jaqeli   |  |  |       |  |  |                           |  |  |                       |  |
|                               |                        | Sindukhtar Jaqeli             |                      |  |  |       |  |  |                           |  |  |                       |  |
| Alessandro di Trebisonda      |                        | Sindukhtar Jaqeli             |                      |  |  |       |  |  |                           |  |  |                       |  |
|                               | Demetrio I Cantacuzeno | Matteo Cantacuzeno            |                      |  |  |       |  |  |                           |  |  |                       |  |
|                               | Demetrio I Cantacuzeno | Matteo Cantacuzeno            |                      |  |  |       |  |  |                           |  |  |                       |  |
|                               | Demetrio I Cantacuzeno | Irene Paleologa               |                      |  |  |       |  |  |                           |  |  |                       |  |
| Teodoro Paleologo Cantacuzeno | Demetrio I Cantacuzeno |                               |                      |  |  |       |  |  |                           |  |  |                       |  |
|                               |                        | …                             | …                    |  |  |       |  |  |                           |  |  |                       |  |
|                               |                        | …                             | …                    |  |  |       |  |  |                           |  |  |                       |  |
|                               |                        | …                             | …                    |  |  |       |  |  |                           |  |  |                       |  |
| Teodora Cantacuzena           |                        | …                             |                      |  |  |       |  |  |                           |  |  |                       |  |
|                               |                        | Giovanni Uroš Ducas Paleologo | Simeon Uroš          |  |  |       |  |  |                           |  |  |                       |  |
|                               |                        | Giovanni Uroš Ducas Paleologo | Simeon Uroš          |  |  |       |  |  |                           |  |  |                       |  |
|                               |                        | Giovanni Uroš Ducas Paleologo | Tommasa Orsini       |  |  |       |  |  |                           |  |  |                       |  |
| Elena Ouresina Ducaina        |                        | Giovanni Uroš Ducas Paleologo |                      |  |  |       |  |  |                           |  |  |                       |  |
|                               |                        |                               | Radoslav Hlapen      |  |  |       |  |  |                           |  |  |                       |  |
|                               |                        |                               |                      |  |  |       |  |  |                           |  |  |                       |  |
|                               |                        | …                             |                      |  |  |       |  |  |                           |  |  |                       |  |
|                               |                        |                               |                      |  |  |       |  |  |                           |  |  |                       |  |